# San Francisco Municipal Railway
La San Francisco Municipal Railway, spesso abbreviata in SF Muni o più semplicemente in Muni, è l'azienda statunitense che gestisce il trasporto pubblico della città e contea di San Francisco, nello Stato della California. La rete della Muni si compone di 7 linee tranviarie, 3 linee tranviarie a trazione funicolare, i famosi Cable Car, 2 linee tranviarie esercitate con vetture storiche (E e F), 15 linee filoviarie e 54 linee automobilistiche.
Nel 2015, la rete della Muni ha trasportato 213 946 300 passeggeri, di questi la rete automobilistica ne ha trasportati il 46%, la rete tranviaria il 24%, i Cable Car il 3% e la rete filoviaria il 27%.

## Rete
- Rete tranviaria Muni Metro composta da 7 linee (linee J, K, L, M, N, T e S);
- Due linee tranviarie esercitate con vetture storiche provenienti da varie città del mondo (linee E e F);
- Tre linee tranviarie a trazione funicolare, i Cable Car;
- Rete filoviaria composta da 15 linee;
- Rete automobilistica composta da 54 linee.